# ウルトラマン Fighting Evolution
『ウルトラマン Fighting Evolution』（ウルトラマン ファイティング エボリューション）とは、バンプレスト（2008年4月以降はバンダイナムコゲームス・バンプレストレーベル）から発売されている、ウルトラシリーズを題材とした3D対戦型格闘ゲームのシリーズである。

## シリーズ
ウルトラマン Fighting Evolution
1998年2月19日発売。PlayStation用ソフト。
ウルトラマン Fighting Evolution 2
2002年10月31日発売。PlayStation 2用ソフト。
ウルトラマン Fighting Evolution 3
2004年12月2日発売。PlayStation 2用ソフト。
ウルトラマン Fighting Evolution Rebirth
2005年10月27日発売。PlayStation 2用ソフト。2007年7月19日にBEST版として再発売された。
ウルトラマン Fighting Evolution 0
2006年7月20日発売。PlayStation Portable用ソフト。

## ウルトラマン Fighting Evolution
1998年2月19日発売。PlayStation用ソフト。
- 登場キャラはウルトラマン・ウルトラセブン・ウルトラマンタロウ・バルタン星人・ダダ・エレキング・メトロン星人・キングジョーと、隠しキャラクターであるゴモラ・マグマ星人・エースキラー・ゼットンの計12体。
- 必殺技は基本的に各キャラ1つずつ（ウルトラセブンのみ2つ）持ち、コマンド入力で出すことができる。発動までに時間がかかり、その最中に攻撃されると発動しない。発動されても軸ずらしなどで回避可能。
- ウルトラマンAとウルトラマンレオは登場しないが、『ウルトラマンA』の戦闘曲や『ウルトラマンレオ』の前期オープニングテーマがBGMとして使われている。
- 3D表現されたウルトラマンやウルトラ怪獣の再現度の高さなど評価点も存在するが、もっさりとした動作、「バリエーションの少ない単発技をちまちま出し合いながら最後は強力すぎる必殺技で決着をつける」という大味かつ単調な内容などから、ゲームとしての評価は決して高いとは言い切れない[1]。

## ウルトラマン Fighting Evolution 2
2002年10月31日発売。PlayStation 2用ソフト。
- 「ふらふらゲージ」が初めて導入された。このシステムによって、序盤は小技で体力を削り、最後は必殺技で勝利するテレビシリーズのウルトラマンの戦いを再現している。
  - 通常技を当てることによって「ふらふらゲージ」の値が増える。通常技では敵の体力が0になっても勝負はつかない。
  - ふっ飛ばし攻撃を当てると、ふらふらゲージの量に応じた時間だけ相手が無防備な「ふらふら状態」になる。
  - ふらふら状態の相手にスペシウム光線などの必殺技を当てると大ダメージ。必殺技で敵の体力が0になると、とどめを刺したことになる。
- 操作可能キャラはウルトラマン側がウルトラ6兄弟とレオ。怪獣・宇宙人は前作のキャラからエレキングとメトロン星人が削除され、ベムスターとタイラントが追加された。ゾフィーとゼットンは隠しキャラになっている。
- 一定量のダメージを受けると防衛チームや円盤などが現れ援護攻撃してくれる。ただし、ウルトラマン同士の対戦では登場しない。
- いわゆるストーリーモードにあたる「ウルトラモード」が初めて導入された。
- ナレーションは郷里大輔が担当。

登場キャラ
- ウルトラマン
- ウルトラセブン
- ウルトラマンジャック
- ウルトラマンA
- ウルトラマンタロウ
- ゾフィー
- ウルトラマンレオ
- アストラ
- バルタン星人
- キングジョー
- ゴモラ
- エースキラー
- タイラント
- マグマ星人
- レッドギラス、ブラックギラス（ウルトラモードと技のみ）
- ゼットン
- ダダ
- ベムスター
- ヤプール（ウルトラモード限定）

### ウルトラモード
| サブタイトル       | 使用キャラクター | 敵キャラクター                                                                         |
| ------------------ | --- | -------------------------------------------------------------------------------------- |
| 怪獣殿下           | - ウルトラマン | - ゴモラ                                                                               |
| ウルトラ警備隊西へ | - ウルトラセブン | - キングジョー                                                                         |
| 大地球侵略作戦     | - ウルトラマンタロウ - ウルトラマン - ウルトラマンA - ウルトラマンジャック - ウルトラセブン - ウルトラマンレオ - ゾフィー | - タイラント - ダダ - エースキラー - ベムスター - バルタン星人 - マグマ星人 - ゼットン |

## ウルトラマン Fighting Evolution 3
2004年12月2日発売。PlayStation 2用ソフト。長期間、入手困難なプレミアソフトと化していたが、2007年7月19日にBEST版として再発売された。
- 前作の正統な発展形。『ウルトラマン80』と『ウルトラマンティガ』から『ウルトラマンコスモス』までの平成ウルトラシリーズのキャラおよびシナリオが追加された。
- 「ウルトラモード」のシナリオ、各キャラの必殺技、使用できるステージが大幅に追加。ステージでは前作にあった防衛センターと異次元が削除された。
- バリアやレボリウムウェーブなどの「反撃技」が導入され、窮地からの大逆転が狙えるようになっている。
- 必殺技に関しては「ウルトラ投げ」「スター光線」といったかなりマイナーなものまで採用されており、演出も原作に近い（ストリウム光線時の掛け声や、ウルトラハリケーンなど）。
- いつでも使用できる特殊技が追加され、必殺技以外の光線技や能力強化、援護攻撃などが任意で発動できる。
- 多数の必殺技・特殊技は「カスタムモード」で好みの技を装備して他モードで使用する形式になっている。装備する技の数を多くするとバリアなどで防がれる確率が低くなるが必殺技の威力は落ちる。また、一部を除いて「ウルトラモード」では使える必殺技・特殊技がシナリオごとに設定されている。
- コスモス（ルナモード）は通常攻撃ができない代わりに、相手の攻撃を受け流す「さばき」を使用する。成功すると相手のふらふらゲージが上がり、満タンになると自動でふっ飛ばし攻撃が発動する。
- 怪獣・宇宙人はとどめを刺されると爆発する演出が追加された（イーヴィルティガ、ニセウルトラマンダイナ、妄想ウルトラセブンは例外）。
- ウルトラマンや怪獣が走ったり、着地すると土砂が飛び散るようになった。
- プレイヤーキャラ2体とCPUキャラ1体が戦う「タッグモード」が導入された。プレイヤーキャラはウルトラマン側、CPUキャラは怪獣・宇宙人にそれぞれ限定され、最終ステージは共通でガタノゾーアとなる。
- 「ウルトラモード」で体力および時間の残量、特定の条件を満たしたか否かによってS～Dのランク付けがされるようになった。また、ストーリーによっては、難易度が高い代わりに達成すれば強制的にSランクとなる条件を持つが（「エースロボットでエースキラー撃破」など）、場合によってはゲームオーバーにもなる。
- ナレーションは真地勇志が担当。

登場キャラ
- ウルトラマン
- ウルトラセブン
- ウルトラマンジャック
- ウルトラマンA
- ウルトラマンタロウ
- ゾフィー
- ウルトラマンレオ
- アストラ
- ウルトラマン80
- ウルトラマンティガ（マルチ、スカイ、パワー、ウルトラモード限定のグリッター）
- ウルトラマンダイナ（フラッシュ、ミラクル、ストロング）
- ウルトラマンガイア（ノーマル、V2、スプリームヴァージョン）
- ウルトラマンアグル（ノーマル、V2）
- ウルトラマンコスモス（ルナ、エクリプス、フューチャー）
- ウルトラマンジャスティス（スタンダード、クラッシャー）
- ウルトラマンレジェンド（セーブ不可能）
- バルタン星人
- キングジョー
- ゴモラ
- グドン
- エースキラー
- タイラント
- エースロボット
- マグマ星人
- レッドギラス、ブラックギラス（ウルトラモードと技のみ）
- ゴルザ（強化）
- レイキュバス
- ガンQ
- ゼットン
- ツインテール
- シルバーブルーメ（ウルトラモード限定）
- レッドキング
- 妄想ウルトラセブン
- イーヴィルティガ
- ゲオザーク（ウルトラモード限定）
- ゾイガー（ウルトラモードのムービー限定）
- ガタノゾーア（ウルトラモード、タッグモード限定）
- ニセウルトラマンダイナ（ミラクル）
- ゾーリム（ウルトラモード限定）
- グローカービショップ
- ダダ
- ベムスター
- バキシム
- ウルトラの父（ウルトラモードのムービー限定）

### 映像作品との相違点
- ウルトラモード「さらばウルトラマン」では、一定の条件を満たすと科学特捜隊ではなくゾフィーがゼットンと戦う展開になる。ゾフィーで倒さないとS～Aランクは取得できない。
- ウルトラモード「ウルトラ警備隊西へ」でのキングジョーは、本編ではライトンR30爆弾で倒されたが、本作品ではその後改めてセブンで倒さないとミッション成功にならない。
- ゲームの仕様上、ダイナとコスモスのタイプチェンジ能力に関する設定が本編から改められている。ダイナはティガと同じく何度でもタイプチェンジができる。コスモスは『ウルトラマンコスモスVSウルトラマンジャスティス THE FINAL BATTLE』をベースとしているため、コロナモードは登場せず、ルナモードからエクリプスモードに直接変身する。
- 他のウルトラ戦士の力を結集して発動された技が単体で使えるようになっている（AのスペースQ、タロウのコスモミラクル光線）。
- Aのメタリウム光線の色、ティガの目の色、ニセダイナのダークソルジェント光線の色など本編とは違うカラーリングになっている箇所がいくつかある。
- タロウのネオストリウム光線、ガイアのフォトンエッジの発射ポーズが微妙に異なる（発射の際に掌を広げる、あるいは握る部分が逆転している）。
- ウルトラダイナマイト、コスモミラクル光線の発動の際、技名を発しない。
- 80の必殺技であるサクシウム光線がバックルビームよりも威力が上になっている（本編ではバックルビームが上）。
- ティガ（パワータイプ）の必殺技であるデラシウム光流がゼペリオン光線よりも威力が上になっている（本編ではゼペリオン光線が上）。
- コスモス（エクリプスモード）の必殺技であるコズミューム光線がコスモストライク（フューチャーモードの必殺技）より威力が上になっている（本編ではコスモストライクが上）。

### ウルトラモード (Evolution 3)
| サブタイトル                     | 使用キャラクター                                                                                       | 敵キャラクター | ステージ                                                                                                  |
| -------------------------------- | --- | --- | --- |
| 怪獣殿下                         | - ウルトラマン                                                                                         | - ゴモラ | - 大阪城                                                                                                  |
| さらばウルトラマン               | - ウルトラマン - ゾフィー                                                                              | - ゼットン | - 科学特捜隊基地                                                                                          |
| ウルトラ警備隊西へ               | - ウルトラセブン                                                                                       | - キングジョー | - 神戸港                                                                                                  |
| 二大怪獣東京を襲撃               | - ウルトラマンジャック                                                                                 | - グドン - ツインテール | - 夕焼けの街                                                                                              |
| 死刑! ウルトラ五兄弟             | - エースロボット - ウルトラマンA                                                                       | - エースキラー | - ゴルゴダ星                                                                                              |
| ウルトラ兄弟を超えてゆけ!        | - ゾフィー - ウルトラマン - ウルトラセブン - ウルトラマンジャック - ウルトラマンA - ウルトラマンタロウ | - タイラント | - 海王星 - 天王星 - 土星 - 木星 - 火星 - 昼間の街                                                         |
| 大沈没! 日本列島最後の日         | - ウルトラセブン - ウルトラマンレオ                                                                    | - マグマ星人 - レッドギラス - ブラックギラス | - 水没都市                                                                                                |
| MAC全滅! 円盤は生物だった!       | - ウルトラマンレオ                                                                                     | - シルバーブルーメ | - 雨の街                                                                                                  |
| 激ファイト! 80VSウルトラセブン   | - ウルトラマン80                                                                                       | - 妄想ウルトラセブン | - 夜の街                                                                                                  |
| 恐れていたレッドキングの復活宣言 | - ウルトラマン80                                                                                       | - レッドキング | - 昼間の街                                                                                                |
| ゴルザの逆襲                     | - ウルトラマンティガ                                                                                   | - ゴルザ（強化） | - 霧門岳の火山口                                                                                          |
| 影を継ぐもの                     | - ウルトラマンティガ                                                                                   | - イーヴィルティガ - ゲオザーク（背びれのみ） | - 昼間の街                                                                                                |
| 暗黒の支配者                     | - ウルトラマンティガ - グリッターティガ                                                                | - ガタノゾーア - ゾイガー（ムービーのみ） | - ルルイエ                                                                                                |
| 移動要塞（クラーコフ）浮上せず!  | - ウルトラマンダイナ                                                                                   | - レイキュバス | - 氷河地帯                                                                                                |
| 死闘! ダイナVSダイナ             | - ウルトラマンダイナ                                                                                   | - ニセウルトラマンダイナ | - 夕焼けの街                                                                                              |
| あざ笑う目                       | - ウルトラマンガイア                                                                                   | - ガンQ | - 工場都市 - ガンQの体内                                                                                  |
| 決着の日                         | - ウルトラマンガイア                                                                                   | - ウルトラマンアグル - ゾーリム | - 昼間の丘                                                                                                |
| コスモスVSジャスティス           | - ウルトラマンコスモス - ウルトラマンジャスティス                                                      | - ウルトラマンジャスティス - グローカービショップ | - SRC宇宙センター - 夜の街                                                                                |
| 世界10拠点同時侵略指令           | - 全ウルトラ戦士                                                                                       | - バルタン星人 - ゼットン - キングジョー - ベムスター - エースキラー - エースロボット - バキシム - タイラント - マグマ星人 - レイキュバス - ニセウルトラマンダイナ - ガンQ - グローカービショップ | - 科学特捜隊基地 - 工場都市 - 昼間の街 - 夜の街 - 神戸港 - SRC宇宙センター - 昼間の丘 - 怪獣島 - 氷河地帯 |
| 怪獣標本                         | - ダダ - 捕獲した怪獣1～4体                                                                            | - ウルトラマン - ゼットン - ゴモラ - レッドキング - ベムスター - グドン - バキシム - タイラント - ゴルザ（強化） - レイキュバス - ガンQ                                                           | - 科学特捜隊基地 - 工場都市 - 昼間の街 - 昼間の丘 - 怪獣島 - 氷河地帯                                     |

## ウルトラマン Fighting Evolution Rebirth
2005年10月27日発売。PlayStation 2用ソフト。2007年7月19日にBEST版として再発売された。
- 原作の忠実な再現から、ゲームならではのダイナミックな演出へ方針を変換。ゲームオリジナル怪獣も登場する。
- ふらふらゲージが撤廃され、R1ボタンでゲージを溜め、必殺技を放つ形となった。これにより、必殺技は出しにくくなっている。ゲージを最大まで溜めると一撃必殺技が使える。
- 特定の技を当てることで発動する「ネビュラコンボ」を導入。他のシステムも大幅に変わっており、『2』『3』とは完全に別のゲームとなった印象が強い。
- 登場するキャラクターは29体（敵としてのみ登場するキャラを含む）。特にウルトラ戦士は前作の半分程度しか登場しない上に必殺技の数も半分以下になっている。
- 今作に登場したオリジナル怪獣の一部は、後年の映像作品やアーケードゲーム『大怪獣バトル ULTRA MONSTERS』にも登場している。
- ナレーションは銀河万丈が担当。この他、ストーリーモードにて野田圭一と三浦祥朗が出演している。

登場キャラ
- ウルトラマン
- ウルトラセブン
- ウルトラマンタロウ
- ウルトラマンティガ（マルチ、スカイ、パワー）
- ウルトラマンガイア（V2、スプリームヴァージョン）
- ウルトラマンアグル（V2）
- ウルトラマンコスモス（ルナ、コロナ、エクリプス）
- ブルトン
- ゴモラ
- レッドキング
- ジェロニモン
- バルタン星人
- メフィラス星人
- エレキング
- タイラント
- キリエロイド
- ワロガ
- 改造ゴモラ（ゲームオリジナル）
- 改造エレキング（ゲームオリジナル）
- 改造レッドキング（ゲームオリジナル）
- 改造タイラント（ゲームオリジナル）
- 改造タイラントII（ゲームオリジナル）
- カオスキリエロイド（ゲームオリジナル）
- カオスワロガ（ゲームオリジナル）
- カオスロイドU（ゲームオリジナル）
- カオスロイドS（ゲームオリジナル）
- カオスロイドT（ゲームオリジナル）
- ネオカオスダークネス（ゲームオリジナル）
- ネオカオスダークネスII（ゲームオリジナル）
- 幻影ウルトラマンアグルV2（ゲームオリジナル）

### 前作からの変更点
- パッケージのメインを飾るウルトラマンがウルトラマンとコスモスになっている。
- ストーリーは全て本作品オリジナルで、原作を再現したモードはない。
- 前作のステージBGMは、どちらかのキャラクターが優勢になった時にそのキャラクターに応じたBGMに変わり、2度と変わらなかったが、本作品では最初とは違うBGMが流れている時に別のキャラクターが最強技を使うと再びBGMが変わる。例えばウルトラマンとバルタン星人の場合、バルタン星人が優勢になるとバルタン星人に応じたBGMが流れてくるが、そこからウルトラマンが最強技を使うと、ウルトラマンに応じたBGMに変わる。
- ガイア（V2）のBGMに、主題歌「ウルトラマンガイア!」が加わった（スプリームヴァージョンの場合は前作と同じ）。
- コスモスのタイプチェンジにコロナモードが加わり、フューチャーモードが削除された（戦闘時に発する掛け声は変化なし）。また、ガイアとアグルの初期状態も削除された。
- コスモス（ルナモード）は前作では通常攻撃ができなかったが、本作品では通常攻撃が可能となっている。
- 前作ではコスモスがフルムーンレクトを使用すると相手が戦意を無くして戦いが終わったが、本作品ではそこからさらに使った相手によって演出が変わるようになっている。ウルトラマンに使うとウルトラマン同士で握手をし、改造タイラント（改造タイラントII）以外の改造怪獣とカオスキリエロイド、カオスワロガは元の姿に戻り、タイラント（改造2種含む）、カオスロイド、幻影アグルV2、ネオカオスダークネスは消滅する。レッドキング、ゴモラ、エレキングは歩いて帰っていき、バルタン星人、メフィラス星人、キリエロイド、ワロガ、ブルトンは宇宙に帰る。
- ティガの目の色は前作では黄色だったのが本作品では本編の乳白色に戻されている。また、ゼペリオン光線とデラシウム光流の威力の差も是正された。
- 前作では一定時間しか維持できなかったアグルのアグルセイバーが、本作品では自由に発動・解除できるようになった。ただし、必殺技や一部の投げ技を使用すると強制的に解除される。

### ウルトラモード (Rebirth)
一度クリアすると△ボタンで「ミッションポイント」が出現する。
| サブタイトル                 | 使用キャラクター                                                                      | 敵キャラクター                                                                   | ステージ                                                              |
| ---------------------------- | ------------------------------------------------------------------------------------- | -------------------------------------------------------------------------------- | --------------------------------------------------------------------- |
| EPISODE 01 新たなる侵略      | - ウルトラマン                                                                        | - ブルトン                                                                       | - 高層ビル群                                                          |
| EPISODE 02 怪獣大乱闘        | - ウルトラマン                                                                        | - ゴモラ - レッドキング                                                          | - 怪獣島 - 怪獣島（火山噴火）                                         |
| EPISODE 03 異形の怪獣        | - ウルトラセブン                                                                      | - エレキング - 改造エレキング                                                    | - 水力発電所                                                          |
| EPISODE 04 悪魔の逆襲        | - ウルトラマンティガ                                                                  | - キリエロイド - ゴモラ - カオスキリエロイド                                     | - 夜の街 - 鍾乳洞                                                     |
| EPISODE 05 燃えろ! 怪獣退治  | - ウルトラマンタロウ                                                                  | - タイラント - 改造レッドキング                                                  | - 高層ビル群 - 火山                                                   |
| EPISODE 06 ゴモラ再び        | - ウルトラマンコスモス                                                                | - 改造ゴモラ - ゴモラ（ラストのみ）                                              | - コンビナート                                                        |
| EPISODE 07 最強の幻影        | - ウルトラマンガイア - ウルトラマンアグル                                             | - ブルトン - 幻影ウルトラマンアグル                                              | - 空港土地 - ブルトンの体内                                           |
| EPISODE 08 進化の果てに      | - ウルトラマンタロウ                                                                  | - 改造タイラント - 改造タイラントll                                              | - 小惑星                                                              |
| EPISODE 09 怪獣酋長の眠り    | - ウルトラマン                                                                        | - ジェロニモン                                                                   | - 南極                                                                |
| EPISODE 10 侵略者を追え      | - ウルトラセブン                                                                      | - バルタン星人                                                                   | - 夜の街                                                              |
| EPISODE 11 コスモス絶体絶命! | - ウルトラマンコスモス                                                                | - ワロガ - カオスワロガ - メフィラス星人（ムービーのみ） - 改造タイラント        | - 夜の街 - 異空間                                                     |
| EPISODE 12 M78完全破壊計画   | - ウルトラマン - ウルトラセブン - ウルトラマンタロウ                                  | - メフィラス星人 - カオスロイドS - カオスロイドT - カオスロイドU                 | - 小惑星 - ウルトラタワー - ウルトラの国 - プラズマスパーク           |
| EPISODE 13 カオスの悪魔      | - ウルトラマンアグル - ウルトラマンガイア - ウルトラマンティガ - ウルトラマンコスモス | - ネオカオスダークネス - ネオカオスダークネスII - メフィラス星人（ムービーのみ） | - 怪獣島 - 高層ビル群 - カオスシティー - ネオカオスダークネスIIの体内 |

### オリジナル怪獣

#### ネオカオスダークネス
コスモスに浄化されたカオスヘッダーがメフィラス星人によって利用され、メフィラス星人と一体化した怪獣。通常の姿でも攻撃力が非常に高いが、徐々に形態を変化させることでさらに能力を強化できる。
顔の部分までは通常のカオスダークネスと同じだが、全体的に細身の体型で腕がカオスダークネスより巨大になり、爪も伸びている。また、カオスダークネスでは突起のようでしかなかった背中のパーツも完全な翼となっており、あたかも悪魔のような姿をしている。
倒されるたびに復活を遂げ、瞳が赤→紫→青と変化し、胸の発光部にメフィラス星人の顔がどんどん浮き出てくる。
- ウルトラモード以外で使用できるのは瞳が青いCタイプのみ。
- 後に『大怪獣バトル ULTRA MONSTERS』にも実装された。

##### ネオカオスダークネスII
コスモスとの激戦の末、フルムーンレクトでカオスヘッダー0に戻りかけたネオカオスダークネスが、メフィラス星人に主導権を奪い返されてさらなる変貌を遂げた姿。胴体全体がメフィラス星人の顔を模した形状に変化し、さらに周辺の地形をも取り込んで「カオスシティー」と化した。通常のカオスダークネスと同様に「ダークデストロイヤー」を放つ他、口から放つ破壊光線「ネオカオスデストロイヤー」はあらゆる物体を消滅させる。
最終ボスとして比類なき力を振るい、メフィラス星人の邪悪な意思に支配されているためにフルムーンレクトやコズミューム光線も効かない。最後はティガ、ガイア、アグル、マン、セブン、タロウのエネルギーを受けたコスモスによって再び浄化され、メフィラス星人も元の姿に戻される。
- プレイヤーキャラクターとしては使用できない。

#### カオスロイド
メフィラス星人がカオスヘッダーを使って作り出したウルトラ兄弟のコピー。ウルトラの国の襲撃のために現れてそれぞれのオリジナルと激戦を繰り広げるが、パワーアップしたオリジナルに敗れて消滅する。
カオスウルトラマン同様に眼が赤く、カラータイマーも赤色をしている。また、この3体が使用する光線は全て紫色をしている。また、光の国の街から煙や炎が出ているため、この3体以外にもカオスロイドが存在していた可能性がある。
- 発売当時にプロモーション用の着ぐるみが作られ、後にウルトラマンスタジアム、ウルトラマンフェスティバルのライブステージや『ウルトラマンギンガ 劇場スペシャル ウルトラ怪獣☆ヒーロー大乱戦!』[注釈 1]にも登場している[2]。

カオスロイドU
ウルトラマンのコピー。
『ウルトラマン Fighting Evolution REBIRTH』で登場した個体
腕を巨大な八つ裂き光輪（ウルトラスラッシュ）に変えるカオススラッシュ、ウネウネした光の線が合体して極太の破壊光線になるカオススペシウム光線を使う。武器は持っていないが、技が強力なため、素手でも強い。
『新ウルトラマン列伝』で登場した個体
映画公開に先駆ける形で、『新ウルトラマン列伝』第37話ではブラックキング（SD）の妄想の中でカオスウルトラマン、カオスロイドTと共に出現するも、巨大化したケムール人（SD）によって倒される。
『ウルトラマンギンガ 劇場スペシャル ウルトラ怪獣☆ヒーロー大乱戦!』で登場した個体（バグレー）
ウルトライブシミュレーションのバグによって出現する。主にウルトラマン（SDI）と対決するが、最終的に『新ウルトラ5兄弟』の合体光線の前に敗れた。
- カオススラッシュやカオススペシウム光線の描写はゲームとはやや異なる。

カオスロイドS
ウルトラセブンのコピー。
『ウルトラマン Fighting Evolution REBIRTH』で登場した個体
アイスラッガーを無数に増やして飛ばすカオスラッガーに加え、ウルトラキーを盗んで武器としている。ウルトラキーは光線銃の他、鈍器としても活用する。
『ウルトラマンギンガ 劇場スペシャル ウルトラ怪獣☆ヒーロー大乱戦!』で登場した個体（バグレー）
ウルトライブシミュレーションのバグによって出現する。主にウルトラセブン（SDI）と対決するも、最終的に『新ウルトラ5兄弟』の合体光線の前に敗れた。
- カオスラッガーの描写はゲームとはやや異なる。

カオスロイドT
ウルトラマンタロウのコピー。
『ウルトラマン Fighting Evolution REBIRTH』で登場した個体
ウルトラダイナマイトに相当するカオスダイナマイトを使う上、ウルトラベルを盗んで体内に隠し、武器としている。本来なら奇跡をもたらすウルトラベルの音色も、聞いた相手にダメージを与える悪のメロディと化してしまった。また、カオスストリウム光線も威力が高い。
『新ウルトラマン列伝』で登場した個体
映画公開に先駆ける形で、『新ウルトラマン列伝』第37話ではブラックキング（SD）の妄想の中でカオスウルトラマン、カオスロイドUと共に出現するも、巨大化したラゴン（SD）によって倒される。
『ウルトラマンギンガ 劇場スペシャル ウルトラ怪獣☆ヒーロー大乱戦!』で登場した個体（バグレー）
ウルトライブシミュレーションのバグによって出現する。主にウルトラマンタロウ（SDI）と対決するも、最後は『新ウルトラ5兄弟』の合体光線の前に敗れた。
- 監督の原口智生はカオスロイドの存在を知らず、プロデューサーが用意した悪のウルトラマンの着ぐるみリストの中からタロウの対戦相手として選んだ。

## ウルトラマン Fighting Evolution 0
2006年7月20日に発売。PlayStation Portable用ソフト。
- ゲーム内容は同年公開の映画『ウルトラマンメビウス&ウルトラ兄弟』と連動し、同映画とテレビ版『ウルトラマンメビウス』の前史と位置付けられる。
- ウルトラ一族側ではメビウスとウルトラの父がシリーズ初登場。怪獣側にはテンペラー星人やヒッポリト星人が登場。『メビウス』の前史（ギャラクシークライシス発生のはるか以前）に相当することから、前作まで登場していた平成ウルトラシリーズのウルトラ戦士や怪獣は登場しない。
- ゲームシステムでは『ウルトラマン Fighting Evolution 3』までのスタイルに加えてスピリッツシステムを導入。ウルトラ超辞典で集めたウルトラ戦士や怪獣たちの特殊能力を戦闘中に発動できる。戦闘では使用できないキャラクターも登場する。
- PlayStation Portableの内蔵時計と連動して、プレイする時間帯によって戦闘ステージの背景が変化する、 "クロックリンクアクションバトル"システムを搭載。
- 今作がFighting Evolutionシリーズ最後の作品となっており、本作品以降Fighting Evolutionシリーズはリリースされていない。

登場キャラ
- ウルトラマン
- ウルトラセブン
- ウルトラマンジャック
- ウルトラマンエース
- ウルトラマンタロウ
- ウルトラマンレオ
- ゾフィー
- ウルトラの父（隠しキャラ）
- ウルトラの母（非操作キャラ）
- ウルトラマンメビウス
- エレキング
- ヒッポリト星人
- ババルウ星人
- バルタン星人
- ブラックキング
- ナックル星人
- テンペラー星人
- バキシム
- 強化バキシム（ゲームオリジナル）
- ゼットン
- ヤプール（非操作キャラ）
- 暴走バルタン星人（隠しルート限定）
- 暴走テンペラー星人（隠しルート限定）
- 暴走ゾフィー（隠しルート限定）

### ストーリー
前作までのウルトラモードに変わり、映画と連動したストーリーモードが実装されている。また、一定の条件をクリアすることによって隠しルートが出現する。

地球で「怪獣頻出期」と呼ばれる時代が終わりを告げた後のある日、かつて破壊されたはずのゴルゴダ星が現れる。不安を感じたウルトラの父に命じられてゴルゴダ星の調査に向かったウルトラ戦士は、ゴルゴダ星でエレキングと遭遇する。戦い終わったのもつかの間、目の前に謎のカプセルが出現し、エレキングのエネルギーを吸い取って宇宙に消える。その後、現れたのはヒッポリト星人だった。